# Vuelo 1903 de Dan Air
El Vuelo 1903 de Dan Air, hace referencia a que el 3 de julio de 1970 un De Havilland Comet 4 de la compañía británica Dan-Air se estrelló en el macizo del Montseny, cerca de Arbucias, Gerona, España en su aproximación al Aeropuerto Internacional de Barcelona-El Prat matando a sus 112 ocupantes (105 pasajeros y 7 tripulantes).
Según el informe oficial, la causa probable del accidente fue: "En suma, se puede deducir que la combinación de información errónea sobre los puntos de notificación, junto con la existencia de un eco radar sobre Sabadell NDB (coincidiendo con el informe de la aeronave de pasar ese punto de notificación), hicieron creer a la aeronave y el controlador aéreo erróneamente que la aeronave ya estaba sobre Sabadell; esto fue un error involuntario (de ambos lados: controlador aéreo y aeronave) que fue físicamente imposible de corregir cuando el Control de Tráfico Aéreo se dio cuenta".
Fue el desastre aéreo más grave de 1970 y sigue siendo el más mortífero en el que se vio involucrado el De Havilland Comet.

## Aeronave

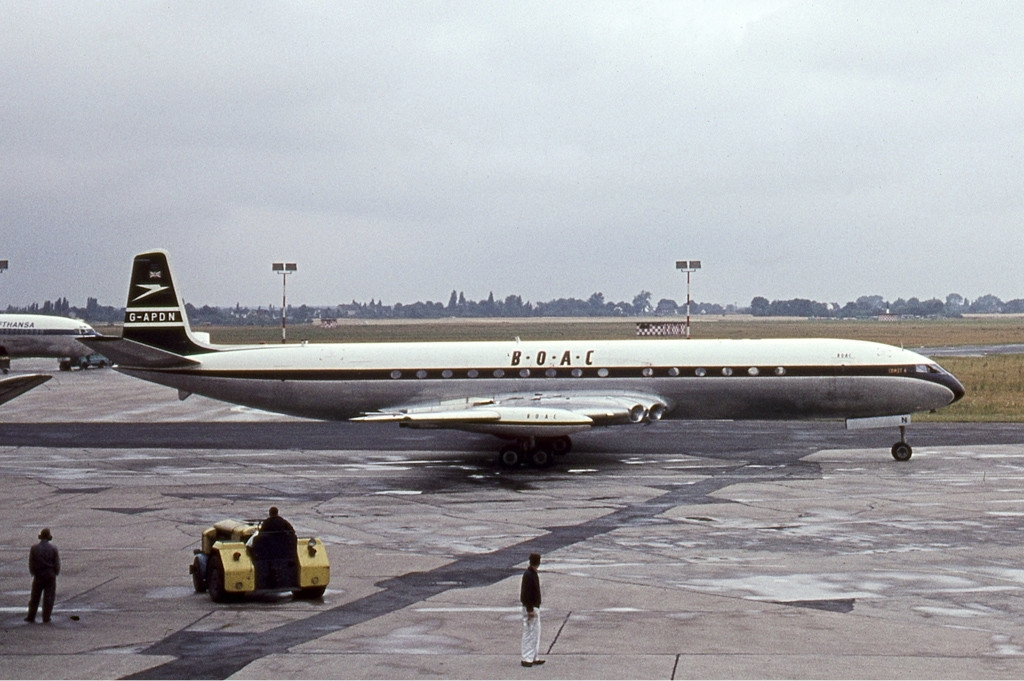
El avión accidentado, visto en 1964 cuando era operado por BOAC.

El Comet 4C siniestrado de Dan-Air (registro G-APDN) estaba equipado con turborreactores Avon RA.229 y fue comprado a BOAC en 1969. Tenía todos los certificados en regla y al día. Hasta el momento del accidente tenía 27786 horas de servicio. Tenía 10 años y 9 meses en el momento del accidente.

## El accidente

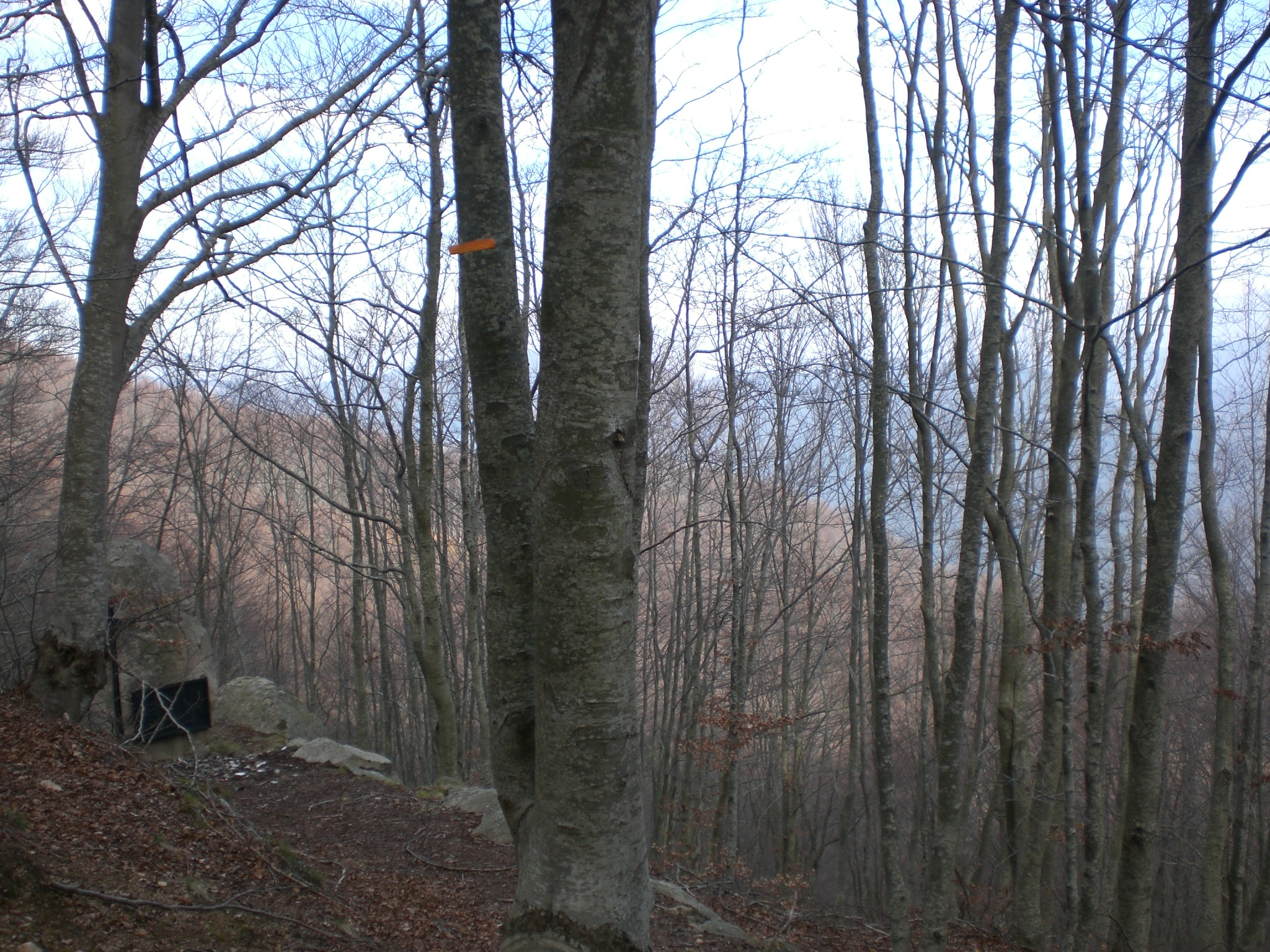
Zona del accidente.

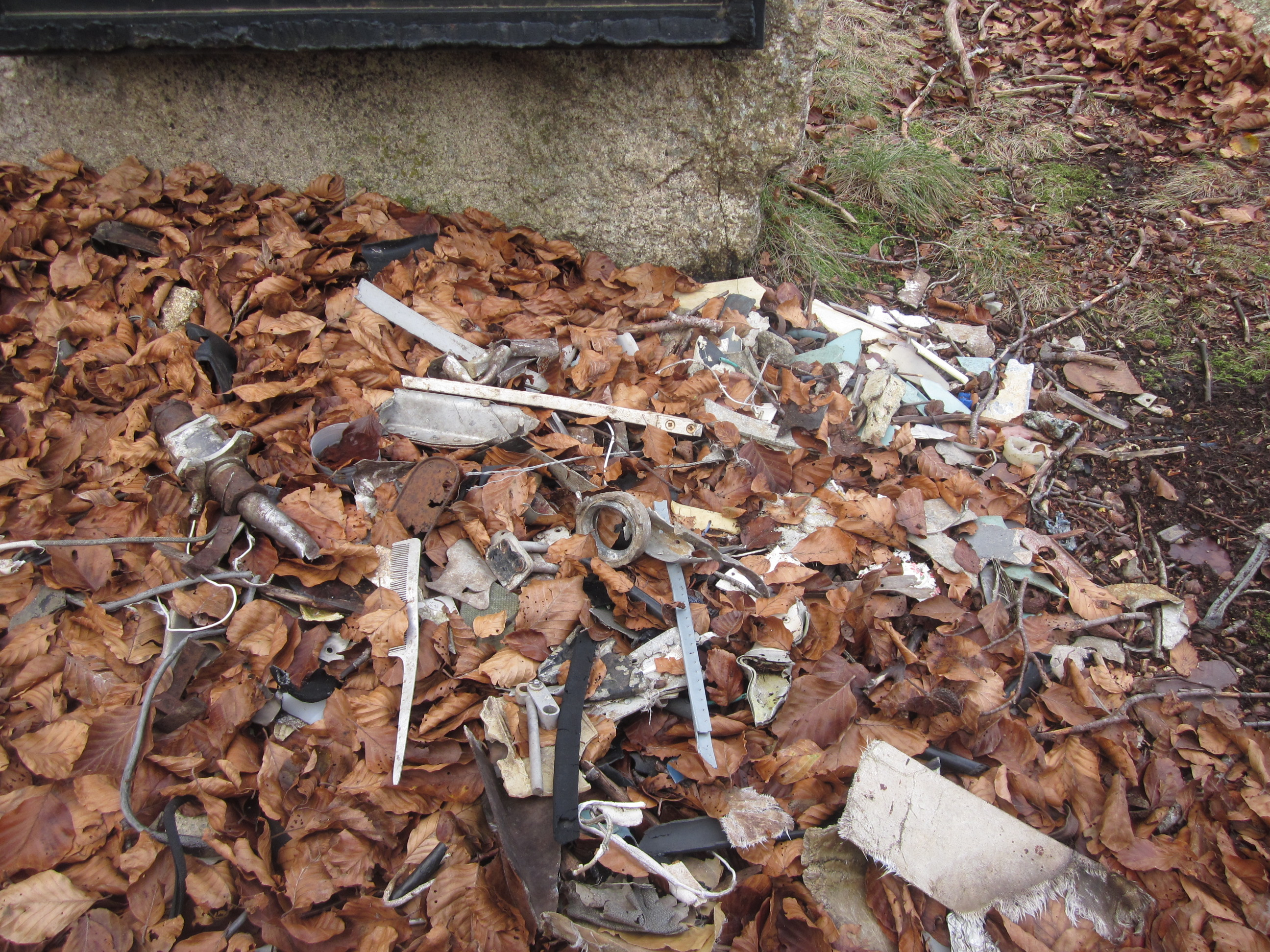
Restos del accidente.

El vuelo 1903, que había salido del aeropuerto de Manchester a las 16:08 hora local, sufrió retrasos en el control de tráfico aéreo (ATC) en la zona de París, lo que obligó a cambiar la ruta. A las 17:53 hora local se estableció contacto por radio entre el piloto a los mandos del avión y el Centro de Control de Área de Barcelona (ACC), tras lo cual el ACC autorizó a la tripulación de la cabina de vuelo a descender del nivel de vuelo 220 al FL090. Seis minutos más tarde, el vuelo fue transferido al ATC de Barcelona (control de aproximación), y se reconoció que la pista 25 estaba en uso en el aeropuerto de Barcelona. El control de aproximación autorizó a la tripulación a sobrevolar la radiobaliza no direccional (NDB) de Sabadell a 23 km al norte del VOR de Barcelona y a descender aún más hasta el FL060. Esto implicó virar a la izquierda hasta un rumbo de aproximadamente 140 grados para interceptar la prolongación de la línea central de la pista 25 a 19 km.
Mientras realizaban el viraje a la izquierda según las instrucciones, la tripulación informó por error que habían pasado el NDB de Sabadell. De hecho, todavía estaban a 52 km al norte de Sabadell en ese momento, sobre el Macizo del Montseny, una sierra en la que los picos más altos se elevan a más de 1.700 metros. Como, según ATC, otra aeronave sobrevoló Sabadell al mismo tiempo, el ATC de Barcelona confundió el eco de radar de esa segunda aeronave con el del Dan-Air Comet y, por lo tanto, el controlador de tránsito aéreo que manejaba el vuelo de Dan-Air no se dio cuenta del error de navegación por parte de la tripulación del Comet. Sin embargo, no hay pruebas de que otra aeronave sobrevolara la baliza de Sabadell en ese momento. El testimonio del controlador de tránsito aéreo sigue siendo inverosímil. Algunas fuentes citan que confundió la ciudad de Sabadell con Berga. Debido a la falta de pruebas de lo contrario, el controlador autorizó a la tripulación de Dan-Air a continuar su descenso a 850 metros.
Aproximadamente a las 18:05 hora local, la aeronave se estrelló contra un grupo de hayas en la ladera noreste del pico de Les Agudes, a una altitud aproximada de 1200 metros. En el momento del accidente, Les Agudes se encontraba semicubierto de nubes a 760 metros, con buena visibilidad. La explosión posterior al impacto destruyó completamente la aeronave y causó la muerte instantánea de todos los ocupantes. El lugar del accidente se encontraba a 37 km de Sabadell, con un rumbo de 45 grados, donde las montañas alcanzan una altitud de 1600 metros. Tras una exhaustiva búsqueda durante toda la noche en una amplia zona, los equipos de rescate llegaron al lugar del accidente al día siguiente. Las autoridades españolas insistieron en el entierro inmediato de los cadáveres por razones de salud pública.
Josep Farrerons, que entonces tenía veintiséis años y trabajaba de técnico de aviación en la torre de control del aeropuerto de Girona, explicó que rápidamente había corrido la alarma de que un avión de la compañía Dan-Air que se dirigía a Barcelona se había perdido. En la torre de control del aeropuerto de Barcelona, pero ya habían recibido datos de que el avión había caído en el mar frente a Mataró. Según Farrerons se convirtieron en un montón de errores humanos y técnicos fruto de las limitaciones de la época, como que el radar no se activara, que no se manejara el radioaltímetro que marca la distancia con tierra... y así fue que en el tramo entre Sabadell y Mataró el avión se acabó desorientando.
Aquel día en las montañas del Montseny había mucha niebla agarrada a las copas de los árboles y también humedad que amortiguaba cualquier ruido como por ejemplo el de un avión estrellándose a 450 kilómetros por hora. Sería un vecino de Viladrau, Àngel Rabat, quien había visto la aeronave pasando por encima con tan baja traza que le pareció que no pasaría por encima del macizo del Montseny, pero no sintió nada más. Y al día siguiente cuando se enteró de la desaparición del avión se dirige directamente con un todoterreno donde intuía que pudo estrellarse el avión. Él sería la primera persona en ver la catástrofe en un hayedo bajo la carretera que conecta Santa Fe del Montseny y la Ermita de Sant Marçal, lugar donde se instalaría el monolito que actualmente recuerda el accidente.
Según los primeros testigos de los vecinos que se acercaron a la zona del accidente, el terreno era asombroso. Dieron una vuelta para asegurarse de que hubiera alguien vivo, pero enseguida se dieron cuenta de que no había ningún superviviente. El enviado especial de La Vanguardia Albert Duran describió que "el impacto contra el suelo provocó un agujero de unos 50 metros de diámetro. Parte del fuselaje apareció colgado en los árboles a una distancia de 200 y 300 metros, y unas ruedas del tren de aterrizaje, a unos 700 metros del lugar del choque. Aparecían después dispersados y como en un abanico los restos de los cuerpos de los ocupantes del avión siniestrado”.
Con una retroexcavadora se abrió una carretera hasta el lugar de los hechos y así es como los camiones pudieron acceder al bosque para retirar la chatarra y los restos de los fallecidos. Como Arbúcies es el pueblo con mayor peso de la zona y también su proximidad con los hechos, fueron determinantes para centralizar la operación de emergencia. Un camión transportaría en cajas de madera los restos mortales de los pasajeros hasta la población.
Las víctimas, de nacionalidad británicas, iban de vacaciones a España y en un principio sus cuerpos debían ser repatriados al Reino Unido aunque finalmente los cuerpos de los 112 fallecidos fueron enterrados en el cementerio de Arbucias en una ceremonia en la que estuvieron presentes las banderas inglesa y española. Es el accidente aéreo más grave en la historia de Cataluña y uno de los más graves que ha sucedido en España.

## Investigación

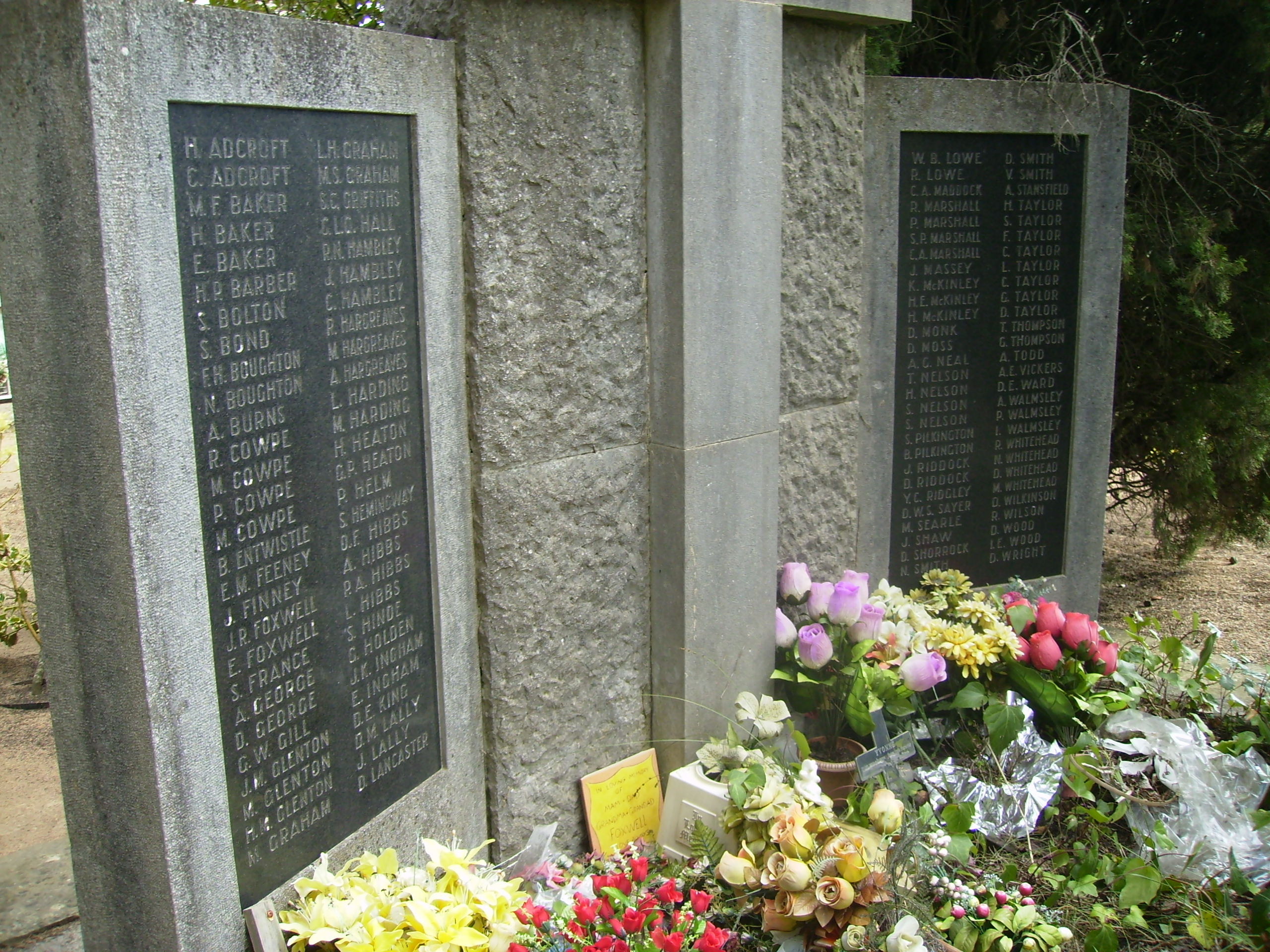
Monumento funerario en memoria de las víctimas en el cementerio de Arbucias

"Ningún superviviente puede contar la verdad de lo que sucedió en el aire". Con esta frase sentenciaba La Vanguardia la tragedia aérea que se vivió en el Montseny el 3 de julio de 1970. La catástrofe se produjo porque los  controladores aéreos pensaban que el Comet estaba sobre Sabadell mientras que volaba directamente hacia el Montseny.
Según las primeras diligencias, el controlador se habría fiado de lo que le decía el comandante del Comet 4, corroborado por la señal que emitía el radar. Pero los radares que se utilizaban en aquella época eran "muy primarios, poco precisos y que, cuando veían un punto o una mancha en la pantalla, tanto podía representar un avión, como una nube o una montaña, dependiendo de las condiciones meteorológicas", según admitían algunos controladores de la época sotto voce. Y la instrucción militar de los hechos terminó dos años más tarde con el archivo de las diligencias, considerando al piloto el único culpable.
En el informe oficial de la investigación se identificó como causa probable del accidente una combinación de información errónea, relacionada con los puntos de notificación en ruta y la existencia de un eco de radar de otra aeronave que sobrevoló el NDB de Sabadell al mismo tiempo que la tripulación de Dan-Air informó erróneamente haberlo sobrepasado. En caso de ser verdad esta circunstancia, jamás se supo lo que era el punto en el radar de Barcelona. Esta combinación resultó en un error involuntario tanto del ATC como de la aeronave, que no pudo corregirse cuando el controlador aéreo se dio cuenta de que sus instrucciones a la tripulación se debían a un malentendido mutuo, derivado de un error de navegación de la tripulación que había pasado desapercibido.
Profesionales de la navegación aérea señalan que hoy en día este accidente sería imposible con el GPS, porque marca exactamente la posición del avión en la pantalla sobre un mapa. Después de cinco décadas todavía se encuentran trozos del fuselaje diseminados por la montaña.